# 檢討重大災害應變機制暨跟進改善委員會
檢討重大災害應變機制暨跟進改善委員會，是一個曾經在澳门特别行政区行政長官管轄及指導下運作的委員會。惟於2023年2月被撤銷。

## 職權
- 全面檢討重大災害造成的影響與危害；
- 整體評估澳門特別行政區政府現行各級危機處理機制的功能，加強研究社會上對危機意識的關注度；
- 制訂改善方案，尤其包括統籌危機與安全意識的教育、協調日常預防機制、保障基礎建設正常運作、提高氣象預報的及時性和準確度、統籌信息發佈，以及增強民防、治安、救援的能力；
- 負責各項危機處理工作的總結、分析、檢討與改善，包括評估危機發生前的預防、危機發生過程中的處理、危機善後工作安排及未來改善規劃；
- 促使資源合理分配，協調政府與民間在危機處理上的人、物及財務安排；
- 負責制定危機處理的總體規劃，監督規劃的落實和評估規劃執行的成效；
- 策劃危機處理的分級機制並制定相關指引，規範相關執行部門的職責和工作目標；
- 統籌應對危機之基礎設施的整體規劃和建設。

## 組織法例
- 第275/2017號行政長官批示（2017年8月28日《澳門特別行政區公報》）設立檢討重大災害應變機制暨跟進改善委員會。[1]
- 第21/2023號行政長官批示（2023年2月13日《澳門特別行政區公報》）撤銷突發事件應對委員會及檢討重大災害應變機制暨跟進改善委員會。[3]

## 成員和架構
根據相關批示，委員會設有由行政長官辦公室主任兼任的秘書長。委員會可根據需要邀請專家學者及社會人士列席會議。委員會可設立多個專責工作小组並邀請專業人士、專家學者，以及社會人士參加工作。

### 主席
- 行政長官賀一誠

### 成員
- 行政法務司司長
- 經濟財政司司長
- 保安司司長
- 社會文化司司長
- 運輸工務司司長
- 警察總局局長
- 海關關長